# Wilhelm Schenk von Limpurg
Wilhelm Schenk von Limpurg (* 10. Juni 1568; † 14. Februar 1633) war württembergischer Obervogt in Göppingen und der Erbauer des Witwenschlosses in Michelbach an der Bilz.

## Herkunft
Er war ein Sohn von Friedrich VII. Schenk von Limpurg aus dessen zweiter Ehe mit Agnes von Limpurg-Gaildorf-Schmiedelfeld. Der Vater stand als Hofmeister in Diensten des pfälzischen Kurfürsten in Heidelberg, der junge Wilhelm wurde hingegen bei Heinrich I. Schenk von Limpurg, dem kinderlos gebliebenen Bruder seiner Mutter, in Schmiedelfeld erzogen. 

## Leben
Um 1580 kam er als Edelknabe an den Hof des Herzogs von Sachsen-Weimar. 1588 begann er gemeinsam mit den beiden jüngeren Brüdern Conrad und Heinrich ein Studium in Marburg und Tübingen. 
Nach Abschluss seiner Studien 1592 kam er an den Hof von Pfalzgraf Philipp Ludwig nach Neuburg an der Donau. Aufgrund seiner Studien und seiner Abstammung wäre ihm dort eine hohe Laufbahn sicher gewesen. Er verließ Neuburg jedoch 1596 nach dem Tod seines Vaters und lebte daraufhin zunächst bei der Mutter in Obersontheim. Gemeinsam mit seinen sechs Brüdern verwaltete er das väterliche Erbe der Schenken von Limpurg als Kondominat. Seine Nähe zur Mutter brachte ihn allerdings in den Ruf, die alleinige Verwaltung des Besitzes anzustreben. Von 1598 bis 1601 führte ihn eine längere Reise gemeinsam mit seinem Bruder Conrad nach Italien. Anschließend lebte er weiter bei der Mutter, was seine Brüder argwöhnisch aufnahmen. Wilhelms ältester Bruder Eberhard, seit 1596 Landhofmeister des württembergischen Herzogs in Stuttgart, versuchte erfolglos, Wilhelm in eine Domkapitularstelle nach Straßburg zu vermitteln. 1605 quittierte Eberhard den Dienst in Stuttgart und zog ebenfalls nach Obersontheim, möglicherweise um seine Führungsansprüche innerhalb des Kondominats als ältester der Brüder zu erwirken. Er erließ dort u. a. eine neue Hofordnung, die längere Aufenthalte in Obersontheim mit Kosten belegte, was wohl einzig darauf abzielte, Wilhelm aus Obersontheim zu drängen.
1606 heiratete Wilhelm Dorothea von Reuß-Plauen (1570–1631), die Witwe des im Jahr 1600 jung verstorbenen Georg Friedrich I. von Hohenlohe-Waldenburg. In ihrer ersten Ehe hatte sie sechs Kinder geboren, darunter drei Söhne, die die Stammväter der Hohenloher Linien Waldenburg, Pfedelbach und Schillingsfürst wurden. Aus ihrer Ehe mit Georg Friedrich I. stand ihr ein reiches Wittum zu, außerdem brachte sie sonstiges Vermögen in die Ehe, so dass die Eheschließung von umfangreichen Verhandlungen und Verträgen zwischen den Häusern Hohenlohe und Schenk von Limpurg begleitet war. Das Schenk'sche Kondominat hatte Dorothea u. a. 6000 Gulden als Widerlager für die mitgebrachte Ehesteuer zu entrichten und ihr ein Wittum zu verschreiben, das ihrem Vermögen entsprach. Das Wittum stellte die Schenken vor besondere Herausforderungen. Bereits Wilhelms Vater hatte seinen Gattinnen Michelbach an der Bilz als Wittum verschrieben, ohne dass dort ein Witwenhaus bestanden hätte. Ein von Wilhelms Bruder Georg für dessen Gattin vorgesehener Witwenbau stand bereits seit zehn Jahren zum Bau an. Wilhelms Bruder Heinrich hatte außerdem kurz zuvor ebenfalls geheiratet und auch für ein Witwengut zu sorgen. Die Witwensicherung belastete die Kasse der Schenken sehr. Wilhelms Mutter Agnes verzichtete schließlich auf ihr Wittum in Michelbach und überschrieb es Wilhelm zur Absicherung seiner Ehe. Sie blieb stattdessen in Obersontheim wohnen und verstarb kurz vor der Hochzeit.
Beim Familientag der Schenken im Jahr 1608 konnte Wilhelm durchsetzen, dass der Witwensitz in Michelbach als erster der anstehenden Bauten errichtet werden sollte, in einer schlichten, der engen Finanzlage geschuldeten Form. Wilhelm fand in dem Graubündner Meister Nicolas Androi einen fähigen Planer und Bauleiter für den Schlossbau, mit dem 1609 begonnen wurde. Die Arbeiten wurden im Wesentlichen von örtlichen Handwerkern ausgeführt. Bauleiter Androi wohnte mit seinem Gefolge jeweils in den Sommermonaten in Michelbach. Im Winter ruhte der Bau. Noch während der Bauvorbereitungen zog Wilhelm Schenk von Limpurg mit seiner Familie überraschend nach Göppingen, wo er eine Stelle als Obervogt im Dienste Herzog Johann Friedrichs annahm. Der Großteil der Bauarbeiten am Schloss fand ohne sein Zutun statt. Als Wilhelm 1618 den Dienst in Göppingen quittierte und nach Obersontheim zurückkehrte, nahm man eben die Fertigstellung des Nebenbaus in Angriff. Gemäß der erhaltenen Rechnungen zogen sich die Bauarbeiten am Schloss Michelbach an der Bilz bis mindestens 1628 hin. Gleichwohl gab es auch keinen Grund zur Eile, da keiner von Wilhelms Brüdern das Schloss Obersontheim beanspruchte und Wilhelm mit seiner Familie darin wohnen blieb und von dort aus das Schenksche Kondominat, von den Brüdern nun wohlwollend aufgenommen, verwaltete. Im Jahr 1628 wurde er nach dem Tod seiner älteren Brüder Senior des Hauses Schenk von Limpurg.
Wilhelms Frau starb am 2. Dezember 1631. Sie ist zwar auf dem Epitaph für ihren ersten Gatten Georg Friedrich I. von Hohenlohe-Waldenburg in der von diesem erneuerten Stiftskirche in Öhringen dargestellt, wurde aber in Obersontheim begraben, wo ihr Grabstein im Chor der Evangelischen Pfarrkirche erhalten ist. Das für sie erbaute Witwenschloss in Michelbach hat sie nie genutzt. Wilhelm starb am 14. Februar 1633 und wurde vermutlich auch in Obersontheim begraben, ohne dass ein Grabstein erhalten wäre. Auch er hat das von ihm erbaute Michelbacher Schloss nie genutzt.